# Алавус
А́лавус (фин. Alavus) — город на северо-западе центральной части Финляндии, в области Южная Остроботния. Площадь муниципалитета составляет 842,73 км², из которых водная поверхность составляет 52,31 км².

## История
В годы Русско-шведской войны здесь 5 (17) августа 1808 произошло сражение при Алаво.

## Население
Население по данным на 2012 год составляет 9247 человек. Плотность населения — 11,70 чел/км². Официальный язык — финский, родной для 99,4 % населения муниципалитета. Доля лиц в возрасте младше 15 лет составляет 17,3 %; лиц старше 65 лет — 21,4 %.

## Известные уроженцы
- Пекка Туоккола — финский хоккеист
- Йозеф Стенбек — финский архитектор и инженер